# 严宝瑜
严宝瑜（1923年9月12日—2020年7月1日），江苏江阴人，中国德国古典文学和古典音乐专家，北京大学外国语学院教授。

## 生平
1923年生于江苏省江阴县文林镇河塘桥，先后就读于河塘桥小学、南菁中学。1937年七七事变后，日军全面侵华，严宝瑜流亡上海，转道香港赴重庆投奔姑母，就读于合川国立第二中学。1942年考入重庆青木关国立音乐院，学习理论作曲。后通过选拔考试，赴云南为驻昆明美军做翻译，后期在龙云的参谋处做笔译工作。1944年秋考入国立西南联合大学外文系，师从杨业治，加入“高声唱歌咏队”，担任副总干事。1945年3月，在校加入民主青年同盟，同年冬参加“一二·一”学生运动，为运动中的遇难烈士写下《送葬曲》。
1946年至1948年，在清华大学外文系学习，毕业后留校任教。1948年10月加入中国共产党，同时加入新民主主义文化建设协会，1949年还担任清华大学新民主主义青年团筹备委员。1952年院系调整后，转入北京大学西语系工作，历任助教、讲师、教授、系副主任。1954年至1958年，在德国莱比锡大学留学，师从德国文学及音乐史家汉斯·迈耶。文化大革命期间受到冲击。
1983年至1984年，获歌德奖学金，在东德魏玛德国古典文学研究所担任访问学者。1986年秋负责筹建北京大学艺术教研室。1988年至1990年，获聘西德巴伐利亚州拜罗伊特大学客座教授，开设中德比较文学课程。1988年11月16日，获东德政府高等和专科教育部颁发的“格林兄弟奖”，表彰其在研究和传播德语语言文学所做出的杰出贡献。严宝瑜是继冯至之后荣获该奖的第2名中国籍学者。回国后，他将这些奖金全部捐给北京大学艺术教研室。曾任中国德语文学研究会副会长、中国歌德协会名誉会长、教育部素质教育委员会委员等职。1991年11月离休，但仍坚持义务授课。曾任北京第二外国语学院跨文化研究员客座教授。
2020年7月1日凌晨在北京逝世，终年96岁。

## 研究
主要学术兴趣为德国古典文学和古典音乐，对歌德、席勒以及莱辛等名人有深入研究。严宝瑜也是中国音乐教育领域较早传播贝多芬音乐的学者之一。

## 著作
主要论文
- 严宝瑜. . 音乐研究. 2007, (3): 43-55. doi:10.3969/j.issn.0512-7939.2007.03.006.
- 严宝瑜. . 人民音乐. 2003, (10): 42-45. doi:10.3969/j.issn.0447-6573.2003.10.015.
- 严宝瑜. . 人民音乐. 2002, (9): 22-25. ISSN 0447-6573.
- 严宝瑜. . 中央音乐学院学报. 2000, (3): 19-27.
- 严宝瑜. . 音乐研究. 2000, (2): 17-23. ISSN 0512-7939.
- 严宝瑜. . 音乐研究. 1999, (1): 6-15. ISSN 0512-7939.
- 严宝瑜. . 高校理论战线. 1996, (7): 35-39.
- 严宝瑜. . 文艺理论与批评. 1994, (6): 125-130. ISSN 1002-9583.
- 严宝瑜. . 音乐研究. 1992, (4): 77-88. ISSN 0512-7939.
- 严宝瑜. . 读书. 1984, (1): 54-61. ISSN 0257-0270.
- 严宝瑜. . 人民音乐. 1979, (8): 36-39. ISSN 0447-6573.

独著
- 严宝瑜. . 京师爱乐丛书. 北京师范大学出版社. 2016. ISBN 9787303211166.

翻译
- （德）马丁·格克. . 罗沃尔特音乐家传记丛书. 由严宝瑜翻译. 人民音乐出版社. 2011. ISBN 9787103036624.
- （德）瓦格纳等; 杨武能（选编）. . 由严宝瑜等翻译. 上海音乐出版社. 1989. ISBN 9787805531342.
- （德）埃·默里克. . 由严宝瑜翻译. 安徽文艺出版社. 1985.
- （德）赫姆林词; （德）梅耶尔曲. . 由严宝瑜翻译. 音乐出版社. 1962.
- （德）西格斯等. . 由严宝瑜等翻译. 人民文学出版社. 1959.